# Binder EB28
Pour les articles homonymes, voir Binder.
Dimensions
Dimensions
Dimensions
Le Binder EB28 est un planeur de fabrication allemande.

## Histoire
L'ASH-25EB28 fut le premier planeur grande plume motorisé qui vola en 1986, juste avant l'ASH-25 de Schleicher, cet ASH-25EB28 était fait d'un fuselage de conception Binder, mais avec les ailes et l'empennage de l'ASW-22.
Après la rupture de contrat avec Schleicher, il passa à la conception de ce planeur, qui est un biplace de haute performance, de classe libre.
Avec une base de ASH-25, les différences marquées sont la verrière monobloc et une aile de conception Binder, qui est plus rigide que celle de l'ASH-25.
La société Schleicher a lancé la conception de l'ASH-30 pour contrer l'arrivée de l'EB-28, car il est en cours de certification EASA.

## EB28
L'EB28 est une version évoluée de l'ASH25 EB28, la conception de la voilure a été complément revue. 

## EB28 édition
L'EB28 édition est une évolution de l'EB28 avec une évolution du profil au extrémité et une envergure agrandie.
Le retrofit de l'EB28 vers EB28 édition est possible.

## Sources
- Sailplane Directory
- Binder Flugmotorenbau GmbH
- Vol à voile no 131, avril-mai 2008, EB-28 en essai
- Certificat Type ASH25 EB28 EASA TCDS No. A.512
- Certificat Type EB28 EASA TCDS No. A.076